# Senija
Senija (en castillan et en valencien) est une commune d'Espagne de la province d'Alicante dans la Communauté valencienne. Elle est située dans la comarque de la Marina Alta et dans la zone à prédominance linguistique valencienne.

## Géographie

Localisation de Senija
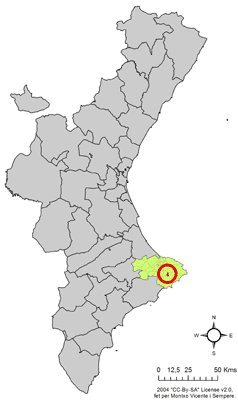
dans la Communauté valencienne.
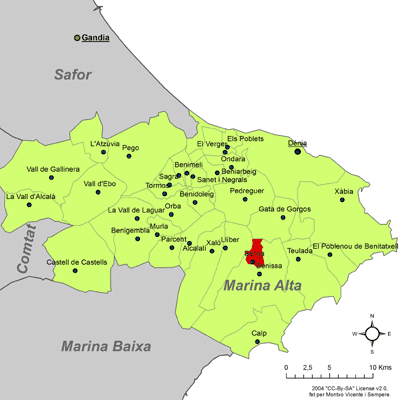
dans la comarque de la Marina Alta.